# 1970 en photographie
| Années de la photographie : 1967 - 1968 - 1969 - 1970 - 1971 - 1972 - 1973    |
| Décennies de la photographie : 1940 - 1950 - 1960 - 1970 - 1980 - 1990 - 2000 |

Cet article présente les faits marquants de l'année 1970 en photographie.

## Événements
- Le photographe arlésien Lucien Clergue, l'écrivain Michel Tournier et l'historien et conservateur des musées d'Arles Jean-Maurice Rouquette fondent les Rencontres d'Arles, sous le nom de Rencontres internationales de la photographie d'Arles.
- janvier : création du magazine français de photographie Zoom.
- Charles-Henri Favrod et Pierre de Fenoÿl ouvrent à Paris la galerie de photographie Rencontre, rue du Cherche-midi.
- La firme suédoise commercialise le Hasselblad 500 C/M, un appareil photo argentique moyen format.
- Les entreprises allemandes Voigtländer et Zeiss Ikon, qui fabriquent des appareils et objectifs photographiques, fusionnent afin de résister à la concurrence japonaise.
- Disparition en France de la marque d'appareils photographiques Alsaphot par la société Alsetex.

## Photographies notables
- Diane Arbus : A Jewish Giant at Home with His Parents in The Bronx. N.Y.[1].

## Livres de photographies
- (de) Bernd et Hilla Becher, Anonyme Skulpturen : Eine Typologie technischer Bauten, Düsseldorf, Art Press Verlag, 216 p. (ISBN 978-3-92122-408-3) ; édition américaine Anonymous Sculptures : Form comparisons of industrial buildings, New York, Wittenborn.
- Bruce Davidson, East 100th Street, Harvard University Press.
- Jacques Henri Lartigue, Diary of a century, textes de Richard Avedon, New York, The Viking press[2].
- (en) Marc Riboud (photographies) et Philippe Devillers (textes), Face of North Vietnam, New York, Holt, Rinehart and Winston, 1970.
- (fr + en + ja) Bruno Suter et Peter Knapp (préf. Daisy de Galard), Osaka. 500 photographies de l'Expo' 70, Paris, Hermann, 515 p.[3].

## Études, essais, articles
- Gisèle Freund, Le monde et ma caméra, Paris, Denoël-Gonthier, coll. « Grand format. Femme » (no 15), 253 p.[4].

## Expositions
- 30 avril - 31 mai : Bill Brandt, photographs, Hayward Gallery, Londres.
- 2 - 31 mai : A centenary exhibition of the work of David Octavius Hill, 1802-1870 and Robert Adamson 1821-1848, Scottish Arts Council, Edimbourg

puis exposition itinérante à travers la Grande-Bretagne.
- 21 octobre - 30 novembre : Henri Cartier-Bresson en France, Grand Palais, Paris[5].
- 19 novembre - 10 janvier 1971 : E.J. Bellocq: Storyville Portraits, Museum of Modern Art (MoMA), New York[6].
- The photograph as object, 1843-1869 : photographs from the collection of the National gallery of Canada, exposition itinérante organisée par le Musée des beaux-arts du Canada.

## Festivals et congrès photographiques
- 28 juin-12 juillet : premières Rencontres de la photographie d'Arles[7].

## Prix et distinctions
- Prix Niépce : Serge Chirol et Claude-Raimond Dityvon.
- Prix Nadar : Étienne Sved, Provence des campaniles, éditions Sved Hachette.
- Médaille David-Octavius-Hill : Allan Porter.
- Prix culturel de la Société allemande de photographie : Beaumont Newhall et Leo Fritz Gruber (de).
- Prix Robert Capa Gold Medal : Kyōichi Sawada (United Press International)
- Prix Pulitzer de la photographie d'actualité : Steve Starr (en) pour Campus Guns, photographie prise en 1969 montrant des manifestants afro-américains armés quittant l'université Cornell après avoir négocié la fin de leur occupation du bâtiment[8].
- Prix Pulitzer de la photographie d'article de fond : Dallas Kinney (en) pour ses photographies de travailleurs migrants de Floride, Migration to Misery, publiées dans le Palm Beach Post.
- Prix de la Société de photographie du Japon / prix annuel : Kishin Shinoyama, Yoshikazu Shirakawa / contributions remarquables : Yoshio Watanabe.
- World Press Photo de l'année : non décerné.

## Naissances
- 26 février : Olivier Culmann, photographe français, lauréat en 2017 du Prix Niépce.
- 3 mars : Jérôme Houyvet, photographe français.
- 14 mars : Chris Hondros, journaliste et photographe de guerre américain, tué lors de la première guerre civile libyenne le 20 avril 2011
- 27 mars : Laurent Baheux, photographe animalier français.
- 16 avril : Michaël Zumstein, photojournaliste et cinéaste-documentariste franco-suisse, lauréat en 2014 du Photographe Swiss Press de l'année.
- 10 mai : Éric Guglielmi, photojournaliste et photographe français, mort le 19 juin 2021.
- 9 juin : Andreas Bohnenstengel, photographe allemand.
- 2 août : Clément Chéroux, historien de la photographie, conservateur de musée, directeur de la Fondation Henri-Cartier-Bresson.
- 7 septembre : Oliver Weber, photographe allemand.
- 25 septembre : Richard Billingham, photographe et artiste britannique.
- 3 novembre : Mathieu Pernot, photographe français, lauréat en 2013 du Prix Nadar, en 2014 du Prix Niépce et en 2019 du Prix Henri-Cartier-Bresson.
- 1er décembre : Guillaume Herbaut, photojournaliste français, lauréat en 2011 du Prix Niépce.
- 5 décembre : Tim Hetherington, correspondant de guerre et photojournaliste britannico-américain, tué lors de la première guerre civile libyenne le 20 avril 2011.

- Date précise inconnue ou non renseignée :
  - Li Wei, artiste et photographe chinois.
  - Hien Macline, photographe ivoirienne.
  - Ahlam Shibli, photographe palestinienne.
  - Sidi M. Sidibé, photographe malien.
  - Lobsang Wangyal, photojournaliste et acteur tibétain en Inde.

## Décès
- 11 février : Joaquim Pla Janini, photographe pictorialiste espagnol, né le 23 mars 189.
- 21 février : Francis Bailly, photojournaliste français, né en 1934.
- 21 mars : Hendrik Sartov, directeur de la photographie (cinéma muet) et photographe danois naturalisé américain, né le 14 mars 1885.
- 5 avril (porté disparu pendant la guerre civile au Cambodge) : Gilles Caron, photojournaliste et reporter de guerre français, né le 8 juillet 1939.
- 6 avril (porté disparu pendant la guerre du Viêt Nam) : Claude Arpin, photojournaliste français, né le 31 décembre 1940.
- 11 avril : Rogi André, photographe portraitiste et peintre hongroise naturalisée française, née le 10 août 1900.
- 9 mai : Tošo Dabac, photographe croate, né le 18 mai 1907.
- 22 mai : Gojmir Anton Kos, peintre et photographe yougoslave, né le 24 janvier 1896.
- 24 juin : Claudi Carbonell, photographe pictorialiste espagnol actif à Barcelone, né le 10 mars 1891.
- 27 août : João Cleofas Martins, écrivain et photographe cap-verdien, né le 28 août 1901.
- 5 septembre : Peter Cornelius, photographe et photojournaliste allemand, né le 6 juin 1913.
- 23 septembre : Veno Pilon, peintre et photographe slovène, né le 22 septembre 1896.
- 28 octobre (tué pendant la guerre civile au Cambodge) : Kyōichi Sawada, photographe japonais, lauréat en 1965 du World Press Photo of the Year et en 1966 du prix Prix Pulitzer de photographie, né le 22 février 1936.
- 21 novembre : Thérèse Rivière, ethnologue et photographe française, née le 30 décembre 1901.
- 24 novembre : Alice Seeley Harris, missionnaire baptiste britannique au Congo, qui utilise la photographie pour dénoncer les violations des droits de l'homme commises par les colons belges, née le 24 mai 1870.
- 10 décembre : Willem van de Poll, photographe de presse néerlandais, né le 13 avril 1895.
- 11 décembre : Terushichi Hirai, photographe japonais, né le 5 décembre 1900.
- 31 décembre : Alfred Tritschler, photographe allemand, né le 12 juin 1905.

- Date précise inconnue ou non renseignée :
  - Otto Kropf, photographe de guerre allemand, né en 1901.
  - Ceferino Yanguas, photographe espagnol, né en 1889.

## Célébrations
Centenaire de naissance
- Henri Lemasson
- Charles Géniaux
- Herbert Ponting
- Fernando Garreaud
- Otto Hees
- Elias Burton Holmes
- Hans Hildenbrand
- Ferdinand Schmutzer
- Léonard Misonne
- José Demaría López
- Aladár Székely
- Rudolf Poch
- Jessie Tarbox Beals
- Harry Clifford Fassett
- Alice Seeley Harris
- Giovanni Viafora
- Jeanne Descombes

Centenaire de décès
- Jean-Baptiste Louis Gros
- David Octavius Hill
- Abel Niépce de Saint-Victor
- Shima Kakoku
- Alessandro Duroni
- Robert Jefferson Bingham
- Ōno Benkichi
- John Adamson
- Josefa Pla Marco